# アジアゾウ属
アジアゾウ属（Elephas）は長鼻目ゾウ科属。現生種はアジアゾウのみであるが、複数の絶滅種がいた。その起源は鮮新世まで遡る。マンモス属に最も近縁である。

## 分類
属名Elephasはカール・フォン・リンネによって1758年に命名された。ゾウ科に属し、現生種1種と絶滅種7種から成る。以前はこの属に分類されていたElephas recki（エレファス・レッキー）、Elephas antiquus、Elephas falconeri、Elephas cypriotes は現在パレオロクソドン属（Palaeoloxodon）に分類されている。
現生種
- Elephas maximus – アジアゾウ[2]
  - Elephas maximus indicus – インドゾウ
  - Elephas maximus maximus – スリランカゾウ
  - Elephas maximus sumatranus – スマトラゾウ
  - Elephas maximus borneensis – ボルネオゾウ（提案中）[6]

以下が絶滅亜種として提案されているが、インドゾウとシノニムと考えられる。
- - Elephas maximus sondaicus ジャワゾウ †
  - Elephas maximus rubridens –チュウゴクゾウ †
  - Elephas maximus asurus – シリアゾウ †

絶滅種
- Elephas beyeri – 1911年にフィリピンルソン島で発見[7]。
- Elephas celebensis –1949にスラウェシ島で発見[8]
- Elephas ekorensis – ケニアトゥルカナで発見[5]
- Elephas hysudricus – en:Siwalik hills で1845年に発見[9]
- Elephas hysudrindicus – ジャワ島の更新統[10]
- Elephas iolensis
- Elephas platycephalus